# Édith Cresson
Édith Cresson (27 de Janeiro de 1934, Paris) é uma política francesa. Foi a primeira mulher a ocupar o cargo de primeiro-ministro da França entre 15 de Maio de 1991 a 2 de Abril de 1992. Foi preciso esperar 16 de maio de 2022 para ver a nomeação de Élisabeth Borne por Emmanuel Macron.

## Publicações selecionadas
- 1976: Avec le soleil, Paris: Éditions Jean-Claude Lattès
- 1989: L'Europe à votre porte: manuel pratique sur les actions de la CEE intéressant les opérateurs économiques, Centre français du commerce extérieur (com Henri Malosse)
- 1998: Innover ou subir. Paris: éditions Flammarion ISBN 2-08-035504-X
- 2006: Histoires françaises. Monaco: Éditions du Rocher ISBN 2-268-06015-2 (autobiografia)